# Île-de-Sein
Île-de-Sein, Bretonse: Enez Sun, is een gemeente in het Franse departement Finistère, in de regio Bretagne. De plaats maakt deel uit van het arrondissement Quimper.

## Geografie
Het grondgebied van de gemeente wordt gevormd door het eiland Île de Sein en enkele omliggende kleine eilandjes.
De onderstaande kaart toont de ligging van Île-de-Sein met de belangrijkste infrastructuur en aangrenzende gemeenten.

## Geschiedenis
In de zomer van 1940 reageerden 141 van de vissers van het Île-de-Sein spontaan op de vanuit Londen uitgesproken radiorede waarin de nog onbekende Generaal Charles de Gaulle de Fransen opriep om zich bij de in Engeland formerende Vrije Fransen te voegen. 
Deze spontane reactie werd beloond door de gemeente Île-de-Sein de Verzetsmedaille toe te kennen. 31 van de vissers kwamen in de Tweede Wereldoorlog om.

## Demografie
Onderstaande figuur toont het verloop van het inwonertal (bron: INSEE-tellingen).